# Masacres de Osh

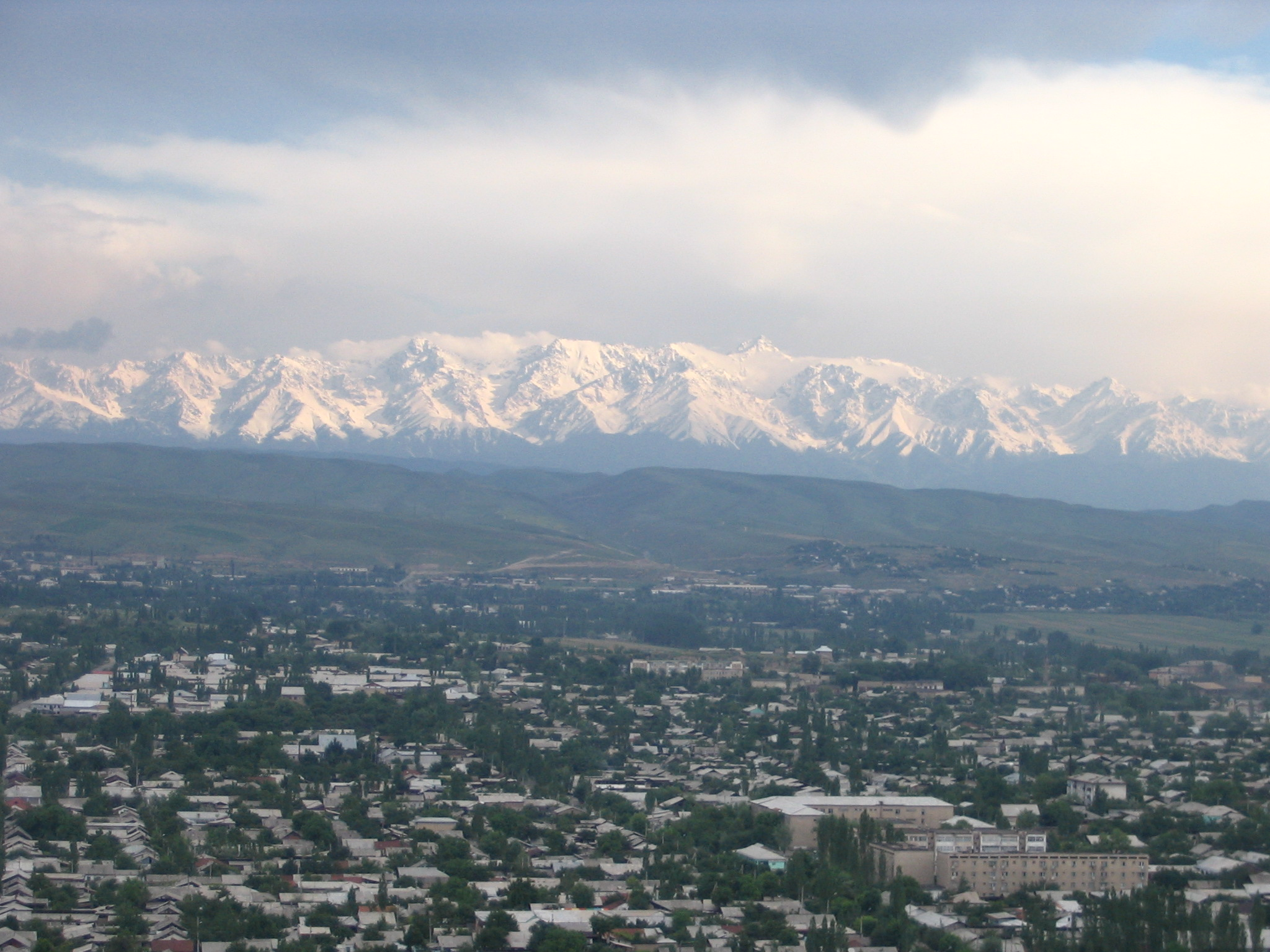
Vista de la ciudad de Osh.

Osh es una ciudad ubicada en el valle de Ferghana al Sur de Kirguistán que ha sufrido dos graves masacres en las dos últimas décadas debido a unas deterioradas situaciones socioeconómicas mezcladas con conflictos étnicos entre las comunidades uzbekas y kirguises.

## Primera masacre de 1990
La primera masacre se originó en el mes de junio de 1990 cuando el grupo nacionalista Adalat pidió la separación de la república de Kirguistán para formar parte de la de Uzbekistán. El conflicto tuvo su clímax el 6 de junio de 1990 con la intervención de las tropas soviéticas y el cierre de las fronteras entre las dos repúblicas y unas cifras oficiosas de casi 300 muertos.

## Segunda masacre de 2010

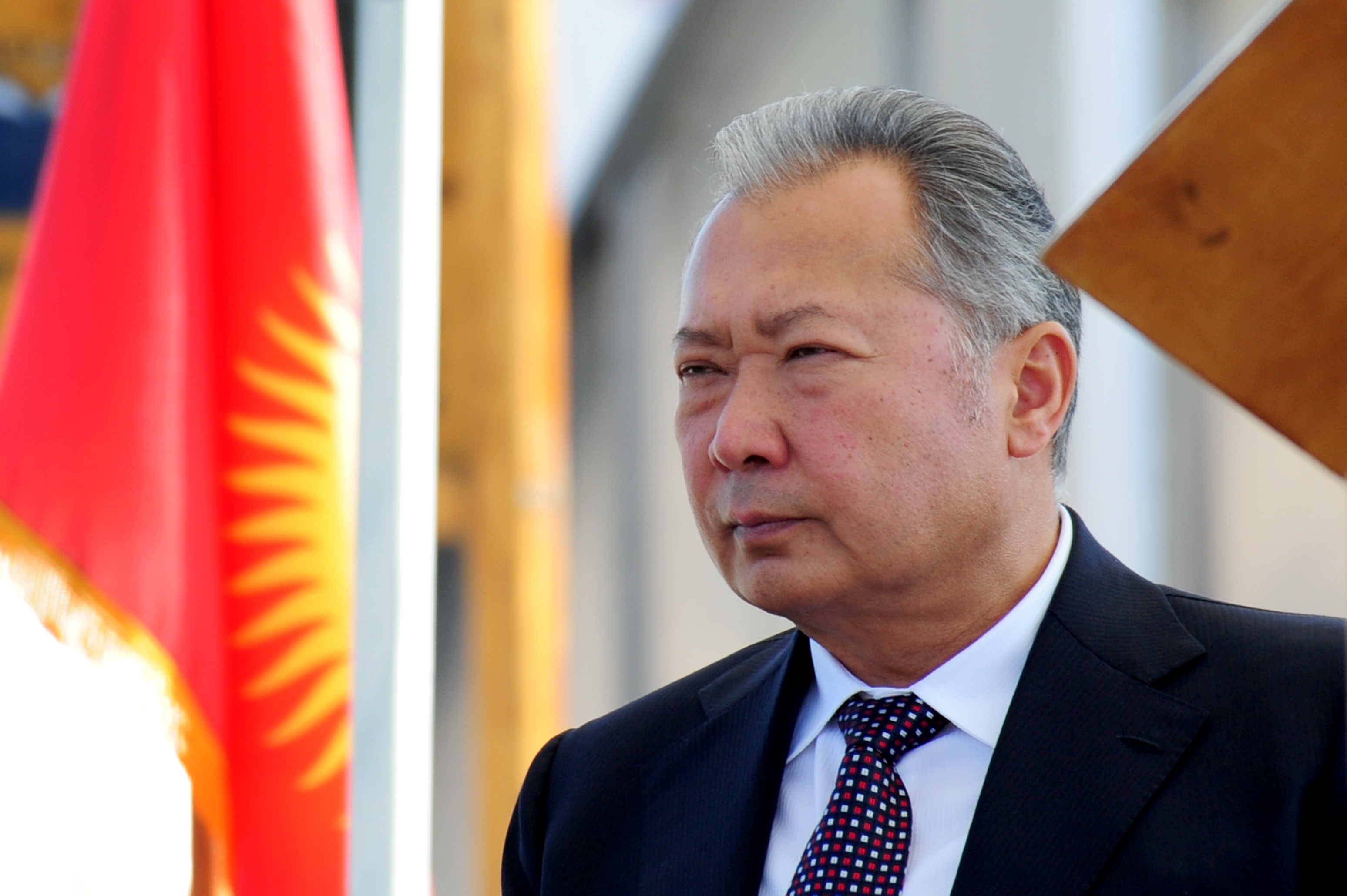
El presidente de Kirguistán en 2010.

La segunda masacre se produjo en junio de 2010, cinco años después de la llegada en 2005 de Kurmanbek Bakíev a la presidencia del Kirguistán, el cual deterioró ostensiblemente las relaciones entre las comunidades uzbeka y kirguís. Su caída en abril de 2010 provocó un estado de incertidumbre en la zona, varios intentos de contrarrevolución y desequilibrios entre las mafias del sur del país que, temerosas de perder su hegemonía, financiaron cualquier intento de sublevación para mantener su estatus previo a la revolución (parece que Ajmat Bakiyev, hermano del antiguo presidente controlaba los negocios ilegales al sur). Así, el 10 de junio, unos disturbios seguramente planificados desembocaron en cuatro días de guerra urbana entre las etnias uzbecas y kirguises en la ciudad de Osh y Jalal-Abad. El conflicto sólo se pudo parar con la llegada de tropas especiales enviadas por la presidenta Otunbáyeva desde Biskek y del apoyo de la 31.ª Brigada aerotransportada rusa. 
El balance oficial estipula 187 muertos y 1928 heridos, a pesar de que fuentes locales elevan este número a 1526, la mayoría de los cuales serían uzbecos. Además de los muertos y heridos, la masacre habría provocado un éxodo elevado de decenas de miles de uzbecos, que llegarían a la cifra de 100 000 según la Comisión para los refugiados de la ONU.
La causa de la segunda masacre no se sabe con certeza. Hay gente que afirma que los uzbekos violaron a una chica kirguís. Otros, que la culpa es de un líder político uzbeco, Kadyrján Batýrov, que incendió la casa de Bakiev en Teiït. Pero, sea como fuere, en lo que coinciden es que no se trataba de algo espontáneo.
El 27 de junio, se tenía que celebrar un referéndum sobre la Constitución como primer paso del proceso democrático del país. Muchos apuntan directamente hacia el depuesto Bakíev, el cual, desde su refugio de Minsk, ha negado su participación en los hechos y atribuye a la incapacidad del gobierno provisional la deriva de los acontecimientos.